# آلفا سیاه‌گوش
آلفا سیاه‌گوش یک ستاره است که در صورت فلکی سیاه‌گوش قرار دارد.